# 石棺
石棺（せっかん、せきかん、英: stone coffinあるいはsarcophagus）は、石材で造られた棺。
当記事では世界各地の石棺について解説する。

## 概説
世界各地で、さまざまな時代で、石棺は用いられている。
たとえば古代エジプト、古代ギリシア、古代ローマ（ローマ帝国）、中世ヨーロッパで用いられている。
古代エジプトのエジプト新王国時代にはファラオが石棺に入れて埋葬されていたことが知られている。
「アレキサンダー大王の石棺」は、現在はトルコのイスタンブール考古学博物館に（実物が）展示されている。
現代でもバチカンでは教皇が亡くなればその遺体は木製の棺に入れた上で石棺に納める。
なお古代エジプト、古代ギリシア、古代ローマなどの石棺がサルコファガスと呼ばれている。（つまり「古代エジプトのもの(だけ)をサルコファガスと呼ぶ」という主張は誤りである。）
中東の地にあった古代遺跡からは多くの石棺が発掘されてきた歴史がある。たとえばバビロニアの王たちの墓からは石棺が出土している。
フェニキアの地からは、紀元前850年ごろのものと推定されているアヒラム王の石棺も見つかっている。
また東アジアではカンボジア、中国、朝鮮半島、日本などの権力者によって石棺は用いられた。古代の中国・朝鮮半島・日本はいわばひとつの文化圏であり、それらの石棺には影響関係が認められる。
アメリカ大陸ではメソアメリカ文化で石棺が用いられた。ペルーのカラヒア遺跡からは、人型石棺（en:Sarcophagi_of_Carajía）が見つかった。マヤ文明のパレンケの地下遺跡でも石棺が発見されている。
- アヒラム王の石棺
- イギリス、ノース・ヨークシャーの土中から掘り出された石棺（1901年）
- All Saints' churchの教会堂の外に（無造作に）放置されている中世の石棺。
- 晋 (王朝)時代の石棺
- 北魏の石棺（河南博物館展示品）。

もともとは彫刻などで装飾をほどこされたものを特にsarcophagusサルコファガスと呼んでいたが、彫刻をほどこしていない質素な石棺も「sarcophagusサルコファガス」と呼ばれることが増えている。

## 日本の石棺
本節内では、古代日本における石棺について説明する。

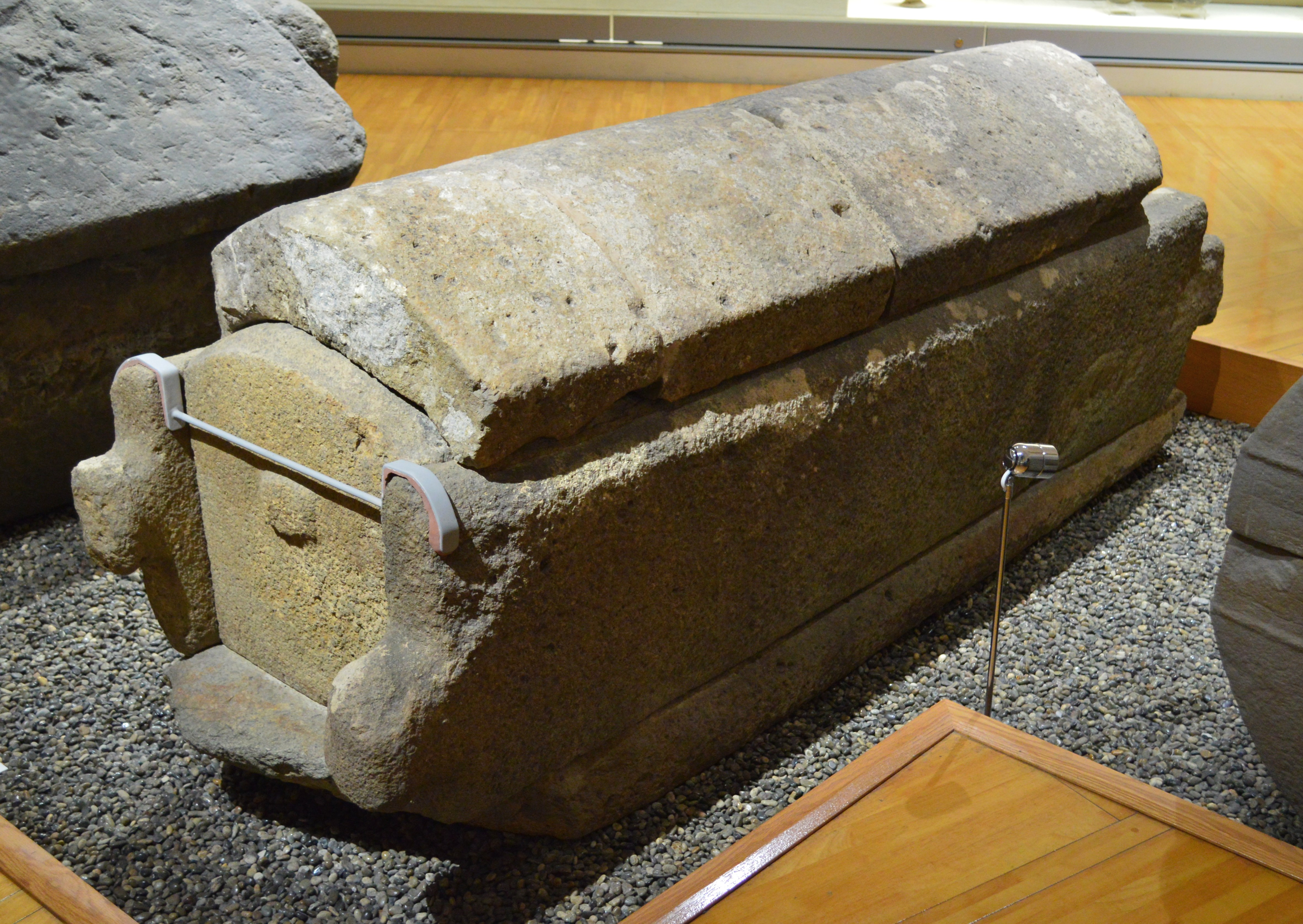
前塚古墳出土 長持形石棺大阪府立近つ飛鳥博物館展示。

棺には、石棺の他に壺棺・甕棺・木棺・陶棺・乾漆棺などがある。
そのうち石棺は最も堅牢で密閉性に優れ、遺骸の保存に適している。
縄文・弥生・古墳の各時代に造られ使用された。
石棺には、天然の扁平な石を組み合わせただけのやや小型の箱式石棺と、石材を加工した大型の石棺とに分類することができる。

箱式石棺は大陸でも見られ、縄文時代後期に東日本で広がったものと弥生時代初期に稲作とともに北九州に渡来したものがある。

大型の石棺は弥生時代にも散見されるものの、主には古墳時代の特色とされている。

大型の石棺には、石材を刳り抜いたものと組み合わせたものがある。刳抜式の割竹形石棺・舟形石棺が4世紀後半に現れた。

5世紀には組合式の長持形石棺が近畿中央部を中心に広がり、中部九州や山陰・北陸・関東などでは舟形石棺が発達した。

6世紀には、近畿・九州・山陽・山陰・東海・関東の一部に、地方の特色を備えた独自の刳抜式や組合式の家形石棺が盛んに用いられ、7世紀に入っても一部で継続して使用された。
縄文時代の石棺
秋田県北秋田郡田代町本郷矢石館遺跡で5基発見されている。石棺を包含する土層と周辺から出土した土器から、これらは晩期のもと推定されている。青森県久原山野峠遺跡では6基発見されている。
弥生時代の石棺
- 箱式石棺が発達した。

古墳時代の石棺
- 割竹形石棺（わりだけがたせっかん）割竹形木棺を真似て造られた石棺。
- 舟形石棺（ふながたせっかん）蓋・身ともに刳り抜き式で、割竹形石棺の変容形とも解されている。
- 長持形石棺（ながもちがたせっかん）長さ2 - 3メートルで、身は箱形の組合式。
- 家形石棺（いえがたせっかん）身は箱形で、蓋は屋根形をしている。

日本の節の参考文献
- 江坂輝彌・芹沢長介・坂詰秀一編『新日本考古学小辞典』ニュー・サイエンス社 2005年 ISBN 4-8216-0511-2
- 斎藤忠『日本考古学用語辞典 改訂新版』学生社 2004年 ISBN 978-4-311-75033-5
- 田中琢・佐原真編『日本考古学事典』三省堂 2003年 ISBN 978-4-385-15835-8
- 永原慶二監修 石上英一他編集『岩波 日本史辞典』岩波書店 1999年 ISBN 978-4-00-080093-8

### 日本の節の関連項目
- 古墳
- 石棺墓
- 木棺墓
- 石棺式石室